# Боголюбов, Вениамин Яковлевич
Вениами́н Я́ковлевич Боголю́бов (25 ноября [7 декабря] 1895, Царское Село, Санкт-Петербургская губерния — 28 июня 1954, Ленинград) — советский скульптор. Лауреат Сталинской премии второй степени (1941).
Офицер последнего выпуска Морского кадетского корпуса (1916).

## Биография
Родился 25 ноября (7 декабря) 1895 года в Царском Селе (ныне город Пушкин) Санкт-Петербургской губернии.
Отец — генерал-майор Яков Петрович Боголюбов (13.10. 1858 — 16.09. 1909); служил в Главном Артиллерийском Управлении и на Санкт-Петербургском патронном заводе. Генерал Я. П. Боголюбов похоронен на Гатчинском кладбище.
Мать — Вера Вениаминовна, урождённая Кумбрух.
В разные годы семья проживала: на Лицейской улице, 4 (ныне улица Ретгена), Петербургской стороны; в Царском Селе, на Стессельской улице, дом Шишло; в Гатчине, на 2-м Двинском переезде.
Окончил Императорский Морской кадетский корпус (30 июля 1916) — последний основной выпуск, в котором был известный впоследствии ботаник С. В. Голицын.
С 1917 по 1927 год В. Я. Боголюбов служил на Балтийском флоте.

## Творчество

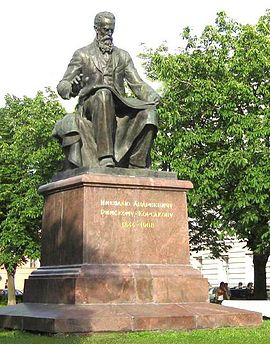
Памятник
Н. А. Римскому-Корсакову.
Санкт-Петербург (1952 год).
Арх. М. А. Шепилевский.
Ск. В. Боголюбов и В. Ингал

Памятник А. С. Попову.
Ск. В. Боголюбов и В. Исаева,
арх. Н. Баранов (1954—1959)

Заниматься скульптурой начал в 1923 году в Кронштадте под руководством В. В. Лишева. Годом позже у тех же преподавателей начал учиться Г. А. Шульц — брат его однокашника по ИМКК Михаила Шульца, отца М. М. Шульца.
В 1930 году В. Я. Боголюбов окончил аспирантуру ВХУТЕИНа — руководители В. В. Лишев и А. Т. Матвеев.
С 1929 года начал работать в содружестве со скульптором В. И. Ингалом. Первая совместная работа — фигура Г. К. Орджоникидзе (1935—1937). Их совместное творчество получило продолжение и в других произведениях: двухфигурная композиция «С. М. Киров и Г. К. Орджоникидзе» (1938), двухфигурная композиция «И. В. Сталин и девочка» в павильоне Тадж. ССР на ВСХВ (1939); — памятниках В. И. Ленину в Риге, Ленинграде, Зеленогорске; — памятнике Н. А Римскому-Корсакову (1952 год) на Театральной площади в Ленинграде.
В 1959 году В. Я. Боголюбов в соавторстве с В. В. Исаевой создал памятник А. С. Попову (архитектор Н. В. Баранов; отдельные источники указывают на участие в создании монумента скульптора М. К. Аникушина). Установлен на Каменноостровском проспекте, в сквере между домами 39 и 41.
В годы Великой Отечественной войны В. Я. Боголюбов, находясь в блокадном Ленинграде, принимал участие в маскировке города. Он также был в составе возглавляемой Н. В. Томским бригады скульпторов, работавших над рельефными агитплакатами. Совместно с В. В. Исаевой, М. Ф. Бабуриным, Р. Н. Будиловым, Г. Б. Пьянковой-Рахманиной, Б. Р. Шалютиным и А. А. Стрекавиным он участвовал в создании скульптурного панно «За Родину!» (6 Х 5 м), которое было установлено на Невском проспекте у здания Государственной Публичной библиотеки.
Вместе с В. В. Исаевой, А. В. Андреевой-Петошиной и А. Ф. Гуниус В. Я. Боголюбов был направлен Союзом художников на партизанскую базу Ленинградского фронта.
Скульптор А. В. Андреева-Петошина в своём дневнике в таких словах выражает впечатления, вынесенные из того непосредственного общения с партизанами: «…Удивляла их осознанная ответственность за себя и за всю страну… Они знали, как надо жить, они верили в свою силу и правду». Это соприкосновение и В. Я. Боголюбову дало бесценный материал творчества, связанного с темой войны.
Из его самостоятельных работ наиболее известны: мраморный портрет В. И. Ленина (1947) и статуя Маршала Советского Союза Л. А. Говорова (1945). В 1949 году Боголюбов выполнил ряд скульптурных портретов деятелей российской науки, в числе которых этюды к указанному памятнику А. С. Попову, портрет академика А. Н. Крылова.
Фотодокументы доступны на сайте ЦГАКФФД СПб (недоступная ссылка).

Памятник В. И. Ленину.
Латвия, Рига, 1950 год.
В. Я. Боголюбов и В. И. Ингал, архитектор Э. Е. Шталберг.
Демонтирован в 1991 году

В. Я. Боголюбов умер 28 июня 1954 года. Похоронен в Ленинграде на Литераторских мостках Волковского кладбища, на Архитекторской дорожке. Надгробный памятник выполнен скульптором В. В. Исаевой (1955, архитектор М. А. Шепилевский)

## Награды и премии
- Сталинская премия второй степени (1941 год, совместно с Владимиром Ингалом) — за скульптурную фигуру Серго Орджоникидзе (1937 год).[9]

## Примечания

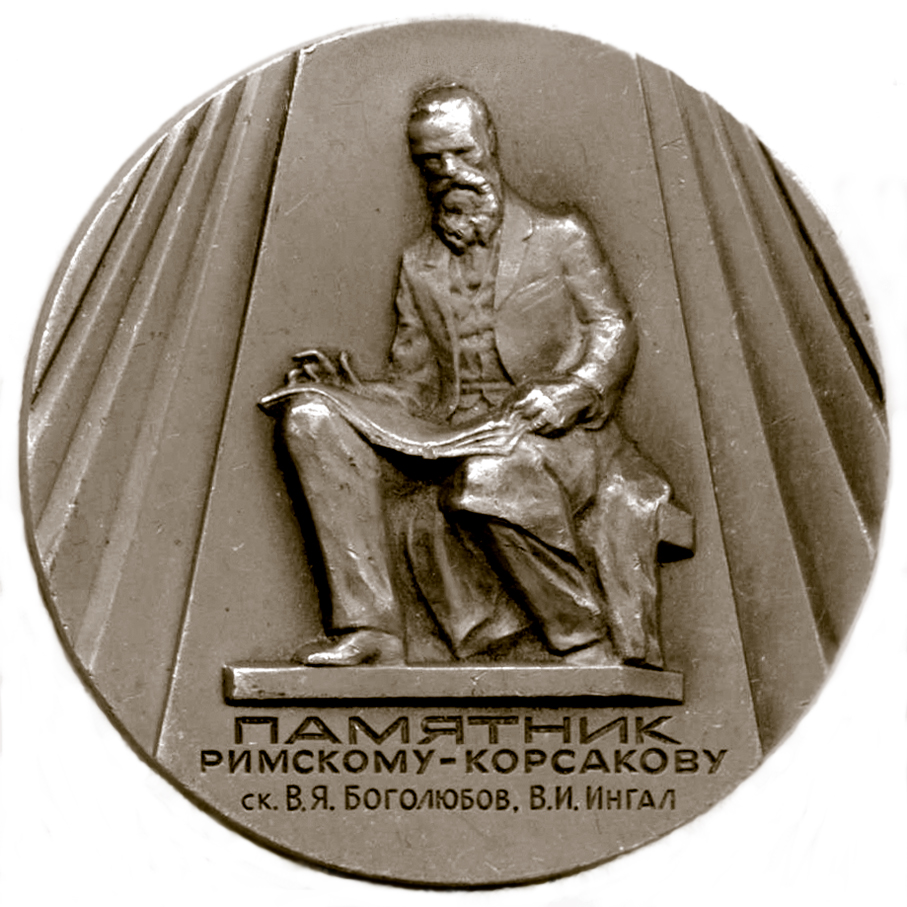
Памятная медаль.
Памятник Римскому-Корсакову.
Ск. В. Боголюбов и В. Ингал